# Puchar Świata w narciarstwie szybkim 2016
Puchar Świata w narciarstwie szybkim 2016 rozpoczął się 4 marca 2016 r. w kanadyjskim Sun Peaks, a zakończył się 10 kwietnia 2016 r. w szwedzkim Idre (Pierwotnie puchar miał się zakończyć 16 kwietnia 2016 r. w austriackim Kaunertal, ale zawody zostały odwołane.).
Puchar Świata odbył się w 4 krajach i 4 miastach na 2 kontynentach (Pierwotnie w 5 krajach i 5 miastach.).
Obrońcami Kryształowej Kuli w kategorii S1 byli Włoch Ivan Origone wśród mężczyzn oraz jego rodaczka Valentina Greggio wśród kobiet. Tym razem, u mężczyzn najlepszy okazał się brat Ivana, Włoch Simone Origone, a u kobiet ponownie wygrała Valentina Greggio, wygrywając wszystkie rozgrywane w tym sezonie zawody.
W kategorii SDH zwyciężył Szwed Erik Backlund, a w SDHJ u panów najlepszy był Szwajcar Kevin Monay, a u kobiet była to Francuzka Clea Martinez.

## Kalendarz i wyniki Pucharu Świata

### Mężczyźni

#### Kategoria S1 (Speed One)
| Lp. | Data             | Miejscowość | 1. Miejsce            | 2. Miejsce            | 3. Miejsce            |
| --- | ---------------- | ----------- | --------------------- | --------------------- | --------------------- |
| 1.  | 4 marca 2016     | Sun Peaks   | Ivan Origone          | Simone Origone        | Klaus Schrottshammer  |
| 2.  | 5 marca 2016     | Sun Peaks   | Zawody się nie odbyły | Zawody się nie odbyły | Zawody się nie odbyły |
| 3.  | 12 marca 2016    | Grandvalira | Simone Origone        | Ivan Origone          | Philippe May          |
| 4.  | 13 marca 2016    | Grandvalira | Ivan Origone          | Simone Origone        | Klaus Schrottshammer  |
| 5.  | 23 marca 2016    | Vars        | Simone Origone        | Ivan Origone          | Christian Jansson     |
| 6.  | 9 kwietnia 2016  | Idre        | Simone Origone        | Manuel Kramer         | Ivan Origone          |
| 7.  | 10 kwietnia 2016 | Idre        | Simone Origone        | Manuel Kramer         | Klaus Schrottshammer  |
| 8.  | 15 kwietnia 2016 | Kaunertal   | Odwołano              | Odwołano              | Odwołano              |
| 9.  | 16 kwietnia 2016 | Kaunertal   | Odwołano              | Odwołano              | Odwołano              |

#### Kategoria SDH (Speed Downhill)
| Lp. | Data             | Miejscowość | 1. Miejsce    | 2. Miejsce         | 3. Miejsce         |
| --- | ---------------- | ----------- | ------------- | ------------------ | ------------------ |
| 1.  | 4 marca 2016     | Sun Peaks   | Erik Backlund | Michel Goumoens    | Lars Beskow        |
| 2.  | 5 marca 2016     | Sun Peaks   | Erik Backlund | Michel Goumoens    | Lars Beskow        |
| 3.  | 12 marca 2016    | Grandvalira | Erik Backlund | Michel Goumoens    | Carl Ribbegardh    |
| 4.  | 13 marca 2016    | Grandvalira | Erik Backlund | Petr Urban         | Michel Goumoens    |
| 5.  | 23 marca 2016    | Vars        | Günther Foidl | Petr Urban         | Marc Amann         |
| 6.  | 9 kwietnia 2016  | Idre        | Mario Karelly | Sebastian Lindblom | Petr Urban         |
| 7.  | 10 kwietnia 2016 | Idre        | Mario Karelly | Erik Backlund      | Sebastian Lindblom |
| 8.  | 15 kwietnia 2016 | Kaunertal   | Odwołano      | Odwołano           | Odwołano           |
| 9.  | 16 kwietnia 2016 | Kaunertal   | Odwołano      | Odwołano           | Odwołano           |

#### Kategoria SDHJ (Speed Downhill Junior)
| Lp. | Data             | Miejscowość | 1. Miejsce       | 2. Miejsce      | 3. Miejsce    |
| --- | ---------------- | ----------- | ---------------- | --------------- | ------------- |
| 1.  | 4 marca 2016     | Sun Peaks   | Skyler Wallinder | Rydr Strobl     | Hazen Platt   |
| 2.  | 5 marca 2016     | Sun Peaks   | Skyler Wallinder | Rydr Strobl     | Hazen Platt   |
| 3.  | 12 marca 2016    | Grandvalira | Ugo Portal       | Kevin Monay     | Álvaro Garcia |
| 4.  | 13 marca 2016    | Grandvalira | Kevin Monay      | Ugo Portal      | Tom Martinez  |
| 5.  | 23 marca 2016    | Vars        | Kevin Monay      | Sébastien Toche | Tom Martinez  |
| 6.  | 9 kwietnia 2016  | Idre        | Axel Jechoux     | –               | –             |
| 7.  | 10 kwietnia 2016 | Idre        | Axel Jechoux     | –               | –             |
| 8.  | 15 kwietnia 2016 | Kaunertal   | Odwołano         | Odwołano        | Odwołano      |
| 9.  | 16 kwietnia 2016 | Kaunertal   | Odwołano         | Odwołano        | Odwołano      |

### Kobiety

#### Kategoria S1 (Speed One)
| Lp. | Data             | Miejscowość | 1. Miejsce        | 2. Miejsce        | 3. Miejsce             |
| --- | ---------------- | ----------- | ----------------- | ----------------- | ---------------------- |
| 1.  | 4 marca 2016     | Sun Peaks   | Valentina Greggio | Teria-Jo Davies   | Sarah McDiarmid        |
| 2.  | 5 marca 2016     | Sun Peaks   | Valentina Greggio | Sarah McDiarmid   | Teria-Jo Davies        |
| 3.  | 12 marca 2016    | Grandvalira | Valentina Greggio | Lisa Hovland-Uden | Celia Martinez         |
| 4.  | 13 marca 2016    | Grandvalira | Valentina Greggio | Lisa Hovland-Uden | Celia Martinez         |
| 5.  | 23 marca 2016    | Vars        | Valentina Greggio | Seraina Murk      | Karine Dubouchet Revol |
| 6.  | 9 kwietnia 2016  | Idre        | Valentina Greggio | Lisa Hovland-Uden | Hanna Matslofva        |
| 7.  | 10 kwietnia 2016 | Idre        | Valentina Greggio | Lisa Hovland-Uden | Celia Martinez         |
| 8.  | 15 kwietnia 2016 | Kaunertal   | Odwołano          | Odwołano          | Odwołano               |
| 9.  | 16 kwietnia 2016 | Kaunertal   | Odwołano          | Odwołano          | Odwołano               |

#### Kategoria SDH (Speed Downhill)
W tej kategorii, w tym sezonie tak naprawdę nie startowała żadna zawodniczka, dlatego też nie jest podana tabela wyników, ani klasyfikacja (Jedyną być może startującą zawodniczką była Kanadyjka Rachael Chubb-Higgins, ale pewności nie ma, ponieważ w niektórych źródłach, w dwóch konkursach w Kanadzie zajęła 4. miejsce w kategorii S1, w innych była 1. w SDH, a w jeszcze innych w ogóle nie była sklasyfikowana w tej konkurencji, oprócz tego były też 2 zawodniczki startujące w Andorze w tej konkurencji, ale ostatecznie nie były klasyfikowane, ponieważ jedna z nich została zdyskwalifikowana, a druga nie ukończyła przejazdu.).

#### Kategoria SDHJ (Speed Downhill Junior)
| Lp. | Data             | Miejscowość | 1. Miejsce            | 2. Miejsce            | 3. Miejsce            |
| --- | ---------------- | ----------- | --------------------- | --------------------- | --------------------- |
| 1.  | 4 marca 2016     | Sun Peaks   | Zawody się nie odbyły | Zawody się nie odbyły | Zawody się nie odbyły |
| 2.  | 5 marca 2016     | Sun Peaks   | Zawody się nie odbyły | Zawody się nie odbyły | Zawody się nie odbyły |
| 3.  | 12 marca 2016    | Grandvalira | Clea Martinez         | Justine Theillet      | Lisa Fournet Fayard   |
| 4.  | 13 marca 2016    | Grandvalira | Britta Backlund       | Clea Martinez         | Justine Theillet      |
| 5.  | 23 marca 2016    | Vars        | Britta Backlund       | Clea Martinez         | Justine Theillet      |
| 6.  | 9 kwietnia 2016  | Idre        | Britta Backlund       | Clea Martinez         | Anais Builles         |
| 7.  | 10 kwietnia 2016 | Idre        | Britta Backlund       | Clea Martinez         | Anais Builles         |
| 8.  | 15 kwietnia 2016 | Kaunertal   | Odwołano              | Odwołano              | Odwołano              |
| 9.  | 16 kwietnia 2016 | Kaunertal   | Odwołano              | Odwołano              | Odwołano              |

## Klasyfikacje

### Mężczyźni
| Lp. | Zawodnik             | Punkty |
| --- | -------------------- | ------ |
| 1.  | Simone Origone       | 560    |
| 2.  | Ivan Origone         | 465    |
| 3.  | Klaus Schrottshammer | 325    |
| 4.  | Manuel Kramer        | 303    |
| 5.  | Reto Eigenmann       | 175    |
| 6.  | Jan Farrell          | 168    |
| 7.  | Christian Jansson    | 160    |
| 8.  | Simon Leitner        | 157    |
| 9.  | Casper Brostrand     | 152    |
| 10. | Philippe May         | 120    |
| ... |                      |        |
| 21. | Jędrzej Dobrowolski  | 40     |

| Lp. | Zawodnik           | Punkty |
| --- | ------------------ | ------ |
| 1.  | Erik Backlund      | 530    |
| 2.  | Michel Goumoens    | 422    |
| 3.  | Lars Beskow        | 315    |
| 4.  | Petr Urban         | 294    |
| 5.  | Edvard Foldyna     | 207    |
| 6.  | Mario Karelly      | 200    |
| 7.  | Emilio Giacomelli  | 156    |
| 8.  | Carl Ribbegardh    | 150    |
| 9.  | Kilian Tournier    | 144    |
| 10. | Sebastian Lindblom | 140    |
| ... |                    |        |
| 23. | Dariusz Duda       | 55     |

| Lp. | Zawodnik         | Punkty |
| --- | ---------------- | ------ |
| 1.  | Kevin Monay      | 280    |
| 2.  | Skyler Wallinder | 200    |
| 3.  | Ugo Portal       | 180    |
| 4.  | Tom Martinez     | 170    |
| 5.  | Rydr Strobl      | 160    |
| 6.  | Sébastien Toche  | 125    |
| 7.  | Hazen Platt      | 120    |
| 8.  | Álvaro Garcia    | 110    |
| 9.  | Axel Jechoux     | 95     |

### Kobiety
| Lp. | Zawodniczka            | Punkty |
| --- | ---------------------- | ------ |
| 1.  | Valentina Greggio      | 700    |
| 2.  | Lisa Hovland-Uden      | 340    |
| 3.  | Celia Martinez         | 280    |
| 4.  | Hanna Matslofva        | 245    |
| 5.  | Seraina Murk           | 175    |
| 6.  | Teria-Jo Davies        | 140    |
| 6.  | Sarah McDiarmid        | 140    |
| 8.  | Linda Baginski         | 135    |
| 9.  | Karine Dubouchet Revol | 60     |

| Lp. | Zawodniczka         | Punkty |
| --- | ------------------- | ------ |
| 1.  | Clea Martinez       | 420    |
| 2.  | Britta Backlund     | 400    |
| 3.  | Anais Builles       | 255    |
| 4.  | Justine Theillet    | 200    |
| 5.  | Lisa Fournet Fayard | 155    |
| 6.  | Ludivine Toche      | 50     |

### Drużynowo
| Lp. | Państwo           | Punkty |
| --- | ----------------- | ------ |
| 1.  | Włochy            | 700    |
| 2.  | Szwecja           | 680    |
| 3.  | Szwajcaria        | 590    |
| 4.  | Francja           | 580    |
| 5.  | Austria           | 530    |
| 6.  | Hiszpania         | 470    |
| 7.  | Wielka Brytania   | 430    |
| 8.  | Czechy            | 350    |
| 9.  | Kanada            | 270    |
| 10. | Belgia            | 210    |
| 11. | Japonia           | 200    |
| 12. | Stany Zjednoczone | 180    |
| 13. | Polska            | 160    |
| 14. | Finlandia         | 130    |
| 15. | Niemcy            | 110    |
| 16. | Rosja             | 100    |
| 17. | Słowacja          | 50     |
| 18. | Ukraina           | 40     |
| 19. | Andora            | 30     |